# Перрітаун (Арканзас)
Перрітаун (англ. Perrytown) — місто (англ. town) в США, в окрузі Гемпстед штату Арканзас. Населення — 232 особи (2020).

## Географія
Перрітаун розташований за координатами 33°41′34″ пн. ш. 93°32′14″ зх. д. / 33.69278° пн. ш. 93.53722° зх. д. (33.692840, -93.537212).  За даними Бюро перепису населення США в 2010 році місто мало площу 4,04 км², з яких 4,00 км² — суходіл та 0,04 км² — водойми. В 2017 році площа становила 3,65 км², з яких 3,61 км² — суходіл та 0,03 км² — водойми.

## Демографія
Згідно з переписом 2010 року, у місті мешкали 272 особи в 120 домогосподарствах у складі 78 родин. Густота населення становила 67 осіб/км².  Було 130 помешкань (32/км²). 
Расовий склад населення:
| - 71,3 % — білих - 24,6 % — чорних або афроамериканців - 0,4 % — азіатів - 1,1 % — осіб інших рас |

До двох чи більше рас належало 2,6 %. Іспаномовні складали 2,2 % від усіх жителів.
За віковим діапазоном населення розподілялося таким чином: 23,9 % — особи молодші 18 років, 57,7 % — особи у віці 18—64 років, 18,4 % — особи у віці 65 років та старші. Медіана віку мешканця становила 38,8 року. На 100 осіб жіночої статі у місті припадало 86,3 чоловіків;  на 100 жінок у віці від 18 років та старших — 83,2 чоловіків також старших 18 років.
Середній дохід на одне домашнє господарство  становив 41 141 долар США (медіана — 35 000), а середній дохід на одну сім'ю — 50 679 доларів (медіана — 55 341). За межею бідності перебувало 21,3 % осіб, у тому числі 34,4 % дітей у віці до 18 років та 18,1 % осіб у віці 65 років та старших.
Цивільне працевлаштоване населення становило 132 особи. Основні галузі зайнятості: освіта, охорона здоров'я та соціальна допомога — 30,3 %, роздрібна торгівля — 17,4 %, виробництво — 15,2 %.